# Woldemar
Woldemar è un romanzo filosofico del 1796 scritto dal filosofo tedesco Friedrich Heinrich Jacobi. Assieme all'Alwill, altro bildungsroman dell'autore, il romanzo esemplifica alcune tematiche centrali del dibattito presente nell'idealismo tedesco, come ad esempio il ruolo della ragione nella morale, l'importanza dell'atto di fede e la legge morale dell'individuo in relazione alla natura; anticipando tuttavia svariate tematiche centrali nel romanticismo tedesco.
Il romanzo è diviso in due parti. Nella prima viene fatto un resoconto delle azioni e discussioni filosofiche di Woldemar (il protagonista) alle prese con i suoi famigliari, mentre nella seconda viene analizzato in dettaglio uno sviluppo del rapporto tra il protagonista e le vicissitudini che accadono nei confronti di Henriette, altro personaggio centrale nello sviluppo della trama.

## Trama

### Prima parte
Il romanzo, nella prima parte, inizia con una prefazione dello stesso Jacobi, volta a descrivere il mito di Armonia, figlia di Amore ed aiutante di Giove. Essa, dopo aver dato ad ogni essere il suo timbro, esaurisce le proprie forze, essendo costretta a perire e divenire nulla; tuttavia supplica Giove di far rimanere un suo segno nella creazione, e dinnanzi all'aspettativa di rimanere ma non poter essere sentita, essa decide di rimanere nella creazione diventando suono, assumendo così l'identità di Eco. La prefazione è volta a richiamare un leitmotiv della filosofia di Jacobi e del romanticismo tedesco: l'armonia del singolo con la natura, tema ricorrente in tutta l'opera.
La trama è ambientata nella città di B**, e vede la famiglia di Eberhard Hornich al centro della vicenda iniziale. Questi è un vecchio commerciante che ha tre figlie (Caroline, Luise ed Henriette). Egli sostiene della superiorità della lettera sullo spirito e una visione morale altamente utilitaristica, la quale non vede l'esistenza di un bene in sè (universale), ma di un semplice piacere per l'individuo; non a caso questi disprezza qualsiasi discorso sulla virtù che possa mettere in discussione la sua morale basata sulla massimizzazione dei piaceri.
A B** presto arriva un giovane di nome Dorenburg; egli presto conosce gli Hornich e si innamora di Caroline, figlia di Eberhard. In città egli successivamente diviene amico con Biderthal, il quale a sua volta si innamora di una delle due sorelle del vecchio Hornich, Luise. Henriette, donna senza marito, dall'aspetto non bellissimo, ma dal carattere materno, adorata da tutti in famiglia, è la terza figlia, e si prende cura di Allwina Clarenau, ragazza rimasta orfana dei genitori e posta sotto la tutela di Eberhard.
Ben presto arriva il giorno in cui Woldemar, fratello minore di Biderthal, il quale accetta una carica a B** dopo aver per quattro anni rivestito una carica a G* (probabilmente nome fittizio per indicare Ginevra, città a cui Jacobi rimase legato). Biderthal, entusiasta ma al contempo angustiato per l'arrivo del fratello, in una festa avente luogo nella tenuta in campagna degli Hornich, legge la lettera in cui Woldemar avvisa la sua partenza per arrivare a B**. I membri della famiglia e i coniugi parlano del carattere irrequieto ed inquieto del fratello minore trasparito dalla lettera.
Woldemar finalmente giunge a B**, e ha l'opportunità, in molte occasioni raccontate nel libro, di conversare con gli altri membri su argomenti filosofici, persino incontrando Sydney, un filosofo e allievo (fittizio nella realtà) di Ferguson. La sua posizione filosofica è altamente libertina: rivendicando un primato dell'interiorità (spirito) su qualsiasi imposizione sociale o imperativo razionale dell'azione (lettera), il soggetto morale è prevalentemente mosso dai suoi sentimenti: qualsiasi razionalizzazione tende necessariamente a mettere in difficoltà la continua creazione dello spirito. Difatti la virtù è parallela al bello estetico: non a caso nel libro trova luogo l'espressione "Genio Morale", per indicare il parallelismo tra il genio artistico (le cui opere sono date da un'azione inspiegabile secondo la percezione del XVIII secolo) e il soggetto morale, che in questo caso compie l'azione come se creasse un'opera d'arte, facendo leva sui propri sentimenti. Dunque essendo rivendicata la superiorità di una natura interiore dell'individuo si rivendica anche un'interiorità dell'atto di fede, nei confronti di qualsiasi razionalizzazione teologica. Tuttavia tale naturalezza originaria dell'essere umano non deve essere intesa come totalmente selvaggia: al contrario, si tratta di capire il proprio istinto naturale nei confronti della realtà e della necessità della razionalità (oggetti anteposti al primo).
Quest'impostazione filosofica però non mette Woldemar in una buona luce nella prospettiva del vecchio Hornich. Quest'ultimo giudica le posizioni filosofiche del primo come pericolose, e in più occasioni, assieme al prevosto Alkam, rimarca lo scarto tra la sua visione utilitaristica e la visione dell'interiorità sostenuta da Woldemar, addirittura pregiudicando una possibile unione del libertino con Henriette.
Tuttavia Hornich presto si vede costretto ad una lunga sofferenza a causa di una malattia non specificata. Intanto, contro le aspettative dei famigliari, Henriette combina astutamente un matrimonio tra Woldemar e Allwina. Compie quest’atto al fine di preservare il legame di amicizia sentito tra lei e Woldemar, avvertito secondo la legge del cuore.

### Seconda parte
La seconda parte del romanzo vede il proseguimento della vicenda tra Henriette, Woldemar, Allwina (ora la sua nuova sposa) ed il resto della cerchia dei famigliari.
Tutto sembra procedere per il meglio: Woldemar attesta nelle lettere a Biderthal un'esistenza beata con Henriette e Allwine, tuttavia Eberhard Hornich ha una ricaduta per quanto riguarda la sua malattia, il che costringe Henriette e Biderthal (contrariato dal matrimonio del fratello) a dirigersi in città presso il patriarca. Qui presto Biderthal scopre dell’angoscia del vecchio Hornich rispetto ad una possibile unione tra Henriette e Woldemar, nonostante quest’ultimo non abbia chiesto la mano alla figlia. Egli difatti esige, per desiderio di una morte tranquilla, un giuramento da parte di Henriette che sancisca il fatto che essa non decida mai di cedere la sua mano a Woldemar. Dopo aver avuto una discussione con suo padre sul letto di morte Henriette, infleunzata sia dal prevosto Alkam, che dai suoi familiari, e preoccupata da un possibile peggioramento di salute del padre a causa dell’angoscia legata al giuramento, decide di acconsentire alle richieste del vecchio Hornich.
Tuttavia, nonostante la promessa da parte dei famigliari di non rivelare nulla all'amico, a causa di una svista di Luise Woldemar viene a conoscenza del giuramento alle sue spalle, causando reazioni miste, per poi successivamente gettare il protagonista in uno stato di irrequietezza, vicino alla follia.
Presto Biderthal ed Henriette divengono altamente preoccupati per Woldemar: il suo comportamento sembra esibire sbalzi d’umore continui, andando anche ad essere irrequieto, insicuro e visibilmente preoccupato per il legame tra lui ed Henriette, addirittura mettendo quest’ultima alla prova, turbandola maggiormente. Difatti anche lei, temendo che lui abbia scoperto il suo giuramento, pare incerta su qualsiasi risoluzione di questo conflitto. Nonostante cerchi di risolvere la questione parlando con Woldemar, ciò non fa altro che complicare i rapporti tra i due, convincendo sempre di più il protagonista delle sue false illusioni in merito all’amicizia con Henriette.
Ma nonostante l’apparente impasse della situazione, Henriette trova una speranza per un futuro riavvicinamento con Woldemar, e fa ciò guardando alla semplice fede nella virtù che ella ha nei suoi confronti (richiamando così uno dei temi fondamentali della filosofia jacobiana, ovvero quello della fede). Il culmine di questo processo si ha con una riunione di tutti i famigliari eccetto il protagonista, dove Henriette legge la storia di Agide e Cleomene scritta da Plutarco (testo amato da Woldemar). Questa storia, atta a narrare vicende politiche dell'Antica Grecia concernenti Sparta, dà una dimostrazione di per sé stessa del ruolo divino della virtù e della fede in essa. Infine, discutendo del ruolo della ragione e della fede nella virtù e della bontà umana, Henriette, con Dorenburg e Biderthal, conviene alla caratterizzazione di una natura divina presente nell’essere umano. Questa natura coincide esattamente con la tensione da parte dell’essere umano verso la virtù, a tal punto che
“(…) Questa parte di noi, la più nobile della nostra natura, benché appaia la più piccola, sorpassa infatti ogni altra in dignità e potere»”
Infine, Henriette, assieme a Biderthal, cerca di risanare la rottura del rapporto con Woldemar, riuscendoci dopo un combattuto tentativo da parte di entrambe le parti, evidenziando l’imprevedibilità e l’inconoscibilità dell’azione del genio morale.
L’epilogo della vicenda si chiude con i rispettivi motti dei protagonisti, dove Woldemar sostiene la sentenza
“Chi si fida del proprio cuore è un folle. Non giudicate!”
contraria a quella di Henriette,
“Fidatevi dell’amore. Esso toglie tutto, ma dà tutto.”
Forse evidenziando la follia necessaria a provare un sentimento interno e fuori dagli schemi razionali come quello dell’Amore e del Bene.

## Influenze e ricezione
Sicuramente una prima influenza fondamentale del testo in questione fu data da una ricezione positiva di Fichte. Difatti nella sua rivisitazione dell'imperativo categorico kantiano si può rivedere, sin dai primi testi, un riconoscimento del sentimento del bene come primario ed in continuità con la formulazione della massima della legge morale, tema ben presente nel romanzo di Jacobi. Wilhelm Von Humboldt anche sembrò apprezzarlo in virtù della sua concezione individualistica della filosofia della storia e di una metafisica dalle forti ispirazioni leibniziane (difatti nel suo pensiero, ogni individuo è una monade dinamica che non si risolve mai nel concetto di umanità complessivo).
Tuttavia il romanzo non fu esente da critiche. Friedrich Schlegel in una recensione del 1796 lo definisce un'opera malriuscita in ogni suo intento, mentre Hegel sembra criticarlo pur riconoscendo la portata speculativa dell'opera in Fede e sapere . Karl Morgenstern (a cui si deve l'invenzione del termine "Bildungsroman") vide, assieme all'Alwill (altra opera letteraria di Jacobi), un esempio di romanzo di formazione.
Una precedente edizione del Woldemar esce nel marzo - giugno 1779 sotto il nome di "Woldemar. Un caso raro di storia naturale", la quale fu una rielaborazione di "Amicizia e Amore. Una storia vera, dal curatore delle Carte di Edward Alwill" (scritto contenente la prima parte, ovvero l'anima filosofica del Woldemar). Lo scritto del 1779 fu successivamente parodiato da Goethe nella successiva estate - autunno, dove quest'ultimo, nel bosco di Ettersburg presso Weimar, rappresenta pubblicamente una parodia del Woldemar, culminante con l'atto di una crocifissione del volume ad un tronco di quercia. Jacobi cercò di sollecitare spiegazioni, seppur senza trovar risposta. Tuttavia una riconciliazione può essere letta nell'edizione definitiva del 1794, dove si ha una dedica intitolata "A Goethe", dopo una riconciliazione dei rapporti tra l'autore e Goethe tre anni dopo l'accaduto.